# O mie
O mie – singel mołdawskiej piosenkarki Aliony Moon napisany przez Pawła „Pashę” Parfeny’ego i Iulianę Scutaru oraz wydany w 2013 roku.
W 2013 roku utwór został dopuszczony do stawki półfinałowej O Melodie Pentru Europa 2013, krajowych eliminacji do 58. Konkursu Piosenki Eurowizji. W marcu Moon zaprezentowała go w pierwszym półfinale, z którego awansowała do finału, w którym ostatecznie zdobyła największe poparcie jurorów oraz telewidzów, dzięki czemu wygrała i została reprezentantką Mołdawii podczas Konkursu Piosenki Eurowizji organizowanego w Malmö. 14 maja został zaprezentowany w pierwszym półfinale konkursu i z czwartego miejsca zakwalifikował się do finału, w którym zajął ostatecznie 11. miejsce z 71 punktami na koncie, w tym z maksymalną notą 12 punktów od Rumunii.
Oprócz mołdawskojęzycznej wersji językowej piosenkarka nagrała utwór także w języku angielskim – „A Million”.

## Lista utworów
- CD single[8]

1. „O mie” – 3:07
2. „A Million” – 3:07